# Hans Wallbom
Hans Svensson Wallbom, född 13 april 1934 i Stockholm, död 20 september 1968 i Oscars församling i Stockholm, var en svensk skådespelare.

## Biografi
Wallbom blev student 1954 vid Södra latin och studerade därefter vid Stockholms universitet. Han blev ett känt namn i studentkårens revyer. Wallbom framträdde också i kabaréer på Hamburger Börs. Efter en tid som konsult hos en läkemedelsfirma återgick han till skådespelaryrket. Han medverkade även i reklamfilmer och tv.
Wallbom är gravsatt på Skogskyrkogården i Stockholm.

## Filmografi
- 1962 – Åsa-Nisse på Mallorca
- 1962 – Handen på hjärtat (TV-film)
- 1964 – Svenska bilder
- 1964 – Blåjackor
- 1965 – Här kommer bärsärkarna
- 1968 – Lejonsommar

## Teater

### Roller (ej komplett)
| År   | Roll       | Produktion                                                  | Regi           | Teater                   |
| ---- | ---------- | ----------------------------------------------------------- | -------------- | ------------------------ |
| 1957 | Kungen     | Fiffiga Frippe och kungen                                   | Lasse Karlsson | S:t Görans barnteater    |
| 1959 | Simon Eyre | Alla skomakares dag (The Shoemaker's Holiday) Thomas Dekker | Ernst Günther  | Stockholms studentteater |